# Musca cadaverum
Musca cadaverum är en tvåvingeart som först beskrevs av Kirby 1837.  Musca cadaverum ingår i släktet Musca och familjen husflugor. Inga underarter finns listade i Catalogue of Life.